# Flavià II d'Antioquia
|  | Per a altres significats, vegeu «Flavià». |

Flavià II d'Antioquia (llatí: Flavianus) fou un religiós romà d'Orient que fou patriarca d'Antioquia. És venerat com a sant per l'Església Ortodoxa.

## Biografia
Originalment fou monjo a Tilmognon a la Celesíria i més tard prevere i apocrisiari de l'església d'Antioquia. Fou nomenat patriarca d'Antioquia per l'emperador Anastasi I a la mort de Pal·ladi entre el 496 i el 498. L'Imperi estava llavors dividit per les controvèrsies dels nestorians i els eutiquians i el rebuig de les decisions del concili de Calcedònia; semblava que Flavià rebutjava les decisions del concili i segurament per això l'emperador (favorable als eutiquians) el va fer bisbe; però una vegada al càrrec no va donar cap senyal d'oposició als cànons de Calcedònia.
A més de les dificultats esmentades es va produir una sorda lluita entre Xenaies o Filoxen, bisbe de Hieràpolis (Síria), i Flavià; a aquest darrer el primer el va acusar d'afavorir els nestorians. Flavià va anatemitzar Nestori per refutar les acusacions però Xenaies, encara no satisfet, li va exigir anatemitzar a altres persones la major part ja mortes, incloent a Diodor de Tars, Teodor de Mopsuèstia, i Teodoret de Cyrus, acusats de ser nestorians; encara que inicialment Flavià s'hi va oposar finalment va accedir i va subscriure l'Henoticon o Edicte d'Unió de l'emperador Zenó; va reunir un sínode de bisbes de la província i va dirigir una carta sinodal a l'emperador en què reconeixia els concilis de Nicea, Constantinoble i Efes (sense esmentar el de Calcedònia) i va pronunciar l'anatema contra els prelats en qüestió. També va escriure a l'emperador per assegurar que compliria els seus desitjos (508 o 509).
Els enemics de Flavià li van exigir també pronunciar-se sobre les decisions del concili de Calcedònia, cosa que va refusar i en una confessió de fe va donar suport al concili en la condemna de Nestori i Eutiques de Constantinoble però no en la definició de la veritable fe; això va aixecar altre cop als nestorians i es van produir disturbis; les esglésies de la província d'Isàuria el van desconèixer i segurament algunes altres. Es va convocar un sínode a Sidó el 510 per condemnar el concili de Calcedònia i deposar els seus principals defensors però Flavià i Elies I de Jerusalem ho van poder evitar.
Flavià va escriure altre cop a l'emperador per oferir el reconeixement dels tres concilis i no fer esment del de Calcedònia però els ànims ja estaven molt alterats i els monjos de la província de Síria Primera es van dirigir a Antioquia i concentrats van demanar a Flavià de fer la condemna de Calcedònia i de Teodor de Mopsuèstia i altres bisbes. Però els ciutadans d'Antioquia i els monjos de Celesíria van donar suport a Flavià i els monjos van anar a la ciutat a defensar el bisbe. Aquests disturbis foren un pretext perquè l'emperador declarés deposat a Flavià (511) essent nomenat al seu lloc Sever.
Flavià fou desterrat a Petra. El 513 o 514 els rebels dirigits per Vitalià, tenien entre els seus punts reivindicatius, la restitució de Flavià a la seva seu.
Va morir a Petra vers el 518.